# John E. Hare
John Edmund Hare (* 26. Juli 1949) ist ein britischer Philosoph mit Ausrichtung auf klassische Philosophie, Moralphilosophie und ethische Gegenwartsfragen. Seine Ausbildung erhielt er in Oxford, wo er mit dem Bachelor of Arts abschloss, und in Princeton. Er ist Noah-Porter-Professor für Philosophische Theologie an der Divinity School der Yale University.

## Bibliographie
- God and Morality: A Philosophical History, (Malden: Blackwell Publishing, 2007). ISBN 0-631-23607-4
- Why Bother Being Good?, (Downers Grove: InterVarsity Press, 2002). ISBN 0-8308-2683-1
- Por Que Ser Bom?, (Editoria Vida, 2002, Übersetzung von Why Bother Being Good?)
- God’s Call, (Grand Rapids: Eerdmans, 2001). ISBN 0-8028-4997-0
- The Moral Gap (New York: Oxford University Press, 1996). ISBN 0-19-826957-9
- Ethics and International Affairs, 1982, mit Carey B. Joynt ISBN 978-0-333-27853-6
- Plato's Euthyphro, 1981, ISBN 978-0-929524-25-2